# Радиокип
Радиокип  (radio-interferometry technique)— электроразведочный метод радиокомпарирования и пеленгации, основанный на регистрации электромагнитных полей  широковещательных радиостанций. Авторское свидетельство на метод было получено в 1958 году  советским геофизиком А.Г. Тарховым. В методе используется поле радиостанций, работающих в диапазоне длинных волн (30-300 кГц). Измерение ведётся в дальней зоне источника (радиостанции), поэтому излучаемое ею поле можно представить в виде плоской волны.  Измеряются такие полевые величины, как вертикальная составляющая магнитной и электрической компонент поля, отношение вертикальной и горизонтальной составляющих магнитной и электрических компонент. 
Для съемки выбирают поле такой радиостанции, чтобы угол между простиранием искомых объектов и пеленгом на радиостанцию не превышал 70 °. Метод  применяется для изучения электрических свойств верхней части геологического разреза, длинные волны позволяют исследовать разрез на глубину до 10 м, а сверхдлинные - примерно до 50 м. Метод применяется при поисках  рудных тел и геологического картирования крутопадающих структур, залегающих на глубине не более 20 м. Существует в наземном и аэроварианте. Основные производители аппаратуры — Geonics (Канада), Scintrex (Канада), IRIS (Франция), ABEM (Швеция) и др. В СССР полевую аппаратуру радиокип производил ЦНИГРИ.

## Сверхдлинноволновый вариант
В 1965 году под руководством Б.В. Рогачева был разработан сверхдлинноволновый вариант метода радиокип – СДВР. Диапазон вещания сверхдлинноволновых радиостанций находится в пределах 10—30 кГц. Для радиоволн с частотой менее 30 кГц токи проводимости  преобладают над токами смещения, поэтому поглощается лишь небольшая часть энергии волны, также характерна дифракция относительно поверхности Земли. Эти факторы определяют возможность распространения СДВ на расстояние до нескольких тысяч километров. В настоящее время СДВ радиостанции применяются в системах радиосвязи для подводного флота, радионавигации, а также для передачи сигналов эталонных частот и единого времени. За рубежом СДВ вариант радиокип называется методом «очень низких частот» — VLF (very low frequency). Наибольшую популярность он приобрел в Канаде и на Скандинавском полуострове, часто применялся в США и на Балканах.